# Arbeiterfamilie in Ilmenau
Arbeiterfamilie in Ilmenau ist ein Kurzdokumentarfilm von Richard Cohn-Vossen von 1976. Er durfte in der DDR  nicht gezeigt werden und wurde  2007 erstmals aufgeführt.

## Inhalt
Das alte Arbeiterehepaar Ilse und Kurt Rosenhöfer erzählt aus seinem Leben, aus der Vorkriegs- und Kriegszeit, von der Tätigkeit in einer privaten Porzellanmanufaktur und schließlich in der Neuen Porzellanfabrik Ilmenau. Daneben werden Aufnahmen aus der Porzellanfabrik und bei einer Familienfeier gezeigt.
Der Regisseur Richard Cohn-Vossen kommentiert einige Szenen, bei anderen verzichtet er darauf. (?Graf von Henneberg Porzellan?)

## Hintergründe
Der deutsch-jüdische Emigrantensohn Richard Cohn-Vossen hatte für die DEFA bereits einige Dokumentarfilme gedreht. Arbeiterfamilie in Ilmenau konnte er aber nicht fertigstellen, da er im November 1976 die Resolution gegen die Ausbürgerung von Wolf Biermann unterschrieben hatte, und sich weigerte, diese wieder zurückzuziehen. Auch alle anderen Filme von ihm durften seitdem nicht mehr in der DDR gezeigt werden. 1979 übersiedelte er in die Bundesrepublik, konnte aber eine Arbeitskopie des Films mitnehmen.
Der DEFA-Regisseur Heinz Müller verwendete viele Szenen aus Arbeiterfamilie in Ilmenau in seinem Film Porzelliner (1977), deren Herkunft er aber nicht angab  und einige kritischere Szenen wegließ.
"Die stillen Szenen sind weitgehend mit Kommentaren versehen; die kritische Erinnerung der Frau an ihre Tätigkeit in einem Privatbetrieb ist komplett geschnitten; ebenso der Witz über einen Pfarrer und eine Magd.  Überhaupt verzichtete "Porzelliner", der weder Vor- noch Nachspann hat, auf viele private Momente des Paares."
2007 wurde Arbeiterfamilie in Ilmenau erstmals beim Internationalen Dokumentarfilmfestival in Leipzig gezeigt. 2011 wurde eine restaurierte Fassung durch die DEFA-Stiftung im Berliner Kino Arsenal vorgestellt, auch im Vergleich mit Porzelliner. Weitere Aufführungen gab es 2011 beim Neiße-Filmfestival in Ebersbach, 2014 im Stadtmuseum Ilmenau und im Puschkino in Halle/Saale.
Beim MDR gibt es auch eine Filmkopie.